# Villers-Agron-Aiguizy
Villers-Agron-Aiguizy település Franciaországban, Aisne megyében. Lakosainak száma 70 fő (2022. január 1.). Villers-Agron-Aiguizy Goussancourt, Vézilly, Anthenay, Aougny, Olizy, Passy-Grigny, Romigny és Sainte-Gemme községekkel határos.

## Népesség
A település népessége az elmúlt években az alábbi módon változott:
| Lakosok száma | 104  | 85   | 80   | 91   | 85   | 81   | 74   | 69   | 68   | 70   |
|               | 1968 | 1982 | 1990 | 2006 | 2013 | 2015 | 2017 | 2019 | 2020 | 2022 |